# Миронович, Ростислав Георгиевич
Миронович Ростислав Георгиевич (17 марта 1904 год, Майкоп — 15 апреля 1998 года) — музыкант, педагог, флейтист, дирижёр, композитор, профессор, заслуженный деятель искусств Киргизской ССР (1954).

## Биография
Родился 17 марта в 1904 году в Майкопе, на Кубани, в интеллигентной семье. Его отец — выпускник историко-филологического института г. Нежина, учитель истории, русского языка и литературы, латыни в гимназии, школах, учительского института Майкопа. Ростислав Георгиевич учился в гимназии в Гори (Грузия), там же начал играть на флейте в духовом оркестре, захотел стать дирижёром. В 1922—1927 гг. учился в Краснодарском сельскохозяйственном институте, параллельно — в музыкальном училище по классу флейты. Организовал при институте любительский симфонический оркестр и профессоров и студентов и с помощью друзей-студентов из музыкального училища. Этим оркестром молодой дирижёр руководил с 1924 по 1927 гг. После сельскохозяйственного института, в 1931 году закончил Московскую консерваторию по двум специальностям: флейты (класс проф. В. Н. Цыбина), и оперно-симфонического дирижирования (класс проф. Б. Э. Хайкина). Дополнительно занимался в классе композиции С. Н. Василенко, сочинил струнный квартет, симфониетту, музыку к спектаклям разных драматических театров.
В 1935 г. был принят без конкурса в симфонический оркестр Московской филармонии. В 1937—1939 гг. работал в музыкальном училище г. Мичуринска, где поставил с учениками оперу «Демон» Рубинштейна. В 1934—1941 годах солист симфонического оркестра (Москва), одновременно дирижёр Ансамбля оперы под руководством И. С. Козловского (1939—1941).
Участник Великой Отечественной войны. Призван в июле 1941 г., старший лейтенант 100-й стрелковой дивизии Юго-Западного фронта (впоследствии — 1-я гвардейская), командир стрелковой роты. Пережил тяжесть оборонительных боёв начала войны, чудом вышел из окружения. Участвовал в боях по обороне Москвы. В 22 февраля 1942 года в боях под Новым Осколом был ранен и тяжело контужен, будучи частично парализованным комиссован с военной службы. После длительного лечения восстановил работоспособность.
В 1943 году командирован в Тувинскую Народную республику (в то время Тува ещё не входила в состав СССР), в город Кызыл. В течение 1943—1945 гг. обеспечивал музыкальное оформление всех спектаклей театра, сочинял музыку для хореографических постановок А.Шатина, для концертных программ артистов, для цирковой труппы В. Оскал-оола, сочинил 1 акт первой национальной оперы «Чечен и Белекмаа». В 1945 г. впервые исполнил концерт для лимби, сочинённый А. Аксеновым. С 1945 по 1962 годы он — дирижёр в Киргизском театре оперы и балета. Преподавал в Киргизском музыкальном училище по классу флейты, дирижирование, теоретические дисциплины. Получил звание заслуженного деятеля искусств Киргизской ССР. В начале 1962 года стал дирижёром Воронежского театра оперы и балета.
Преподавал в Воронежском музыкальном училище и Воронежском институте искусств по классу флейты.
В оперном классе преподавал с 1973 по 1997 год.
Скончался 15 апреля 1998 года.

## Награды и звания
- медаль «За оборону Москвы»
- медаль «За победу над Германией»
- орден Отечественной Войны II степени (1985)
- орден «Знак Почёта» (1 ноября 1958)
- заслуженный деятель искусств Киргизской ССР (1954)

## Сочинения
- Детская опера «Листопад»
- опера «Чечен и Белекмаа».
- обработки тувинских народных песен для ансамбля народных инструментов
- Концертино для флейты с оркестром
- пьесы для демир-хомуса
- сочинения для духовых инструментов
- романсы на стихи русских поэтов и др.
- оперные и балетные спектакли: «Раймонда»
- «Волшебная флейта»
- «Русалка»
- «Риголетто»
- «Лебединое озеро»
- «Жизель», «Спящая красавица»
- «Аида», «Дон Кихот», «Бахчисарайский фонтан», «Богема»…